# Sara Aldén
Sara Elisabeth Aldén, född 6 september 1989 i Hedåker i Sala kommun, är en svensk jazzsångare och kompositör.

## Biografi
Aldén är född och uppvuxen i Hedåker utanför Sala. Numera (2025) är hon bosatt i Göteborg.
Aldén är verksam som kompositör och jazzsångare. Hon har bland annat samarbetat med pianisten August Björn och kontrabasisten Daniel Andersson.
Debutalbumet There is no future släppte Aldén 23 mars 2024. Det föregick av bland annat EP:n A Room of One’s Own 2022.
Aldén tilldelades en Grammis i kategorin Årets jazz på Grammisgalan 2025.

## Diskografi (i urval)
- 2022 –  A Room of One’s Own (EP)
- 2024 – There is no future (album)

## Utmärkelser (i urval)
- 2025 – Grammis i kategorin Årets jazz